# ويليام بالدوين
ويليام بالدوين (بالإنجليزية: William Baldwin)‏ هو ممثل سينمائي أمريكي، ولد في 21 فبراير 1963 بماسابيكوا (ولاية نيويورك، الولايات المتحدة)، هو أحد أفراد الأخوة بالدوين الذين يعملون جميعم في المجال الفني ومنهم شقيقه الممثل أليك بالدوين.

## أدواره في الرسوم المتحركة
- داني الشبح - عوني

```
الأمريكية}}
```

## روابط خارجية
- ويليام بالدوين على موقع IMDb (الإنجليزية)
- ويليام بالدوين على موقع روتن توميتوز (الإنجليزية)
- ويليام بالدوين على موقع ألو سيني (الفرنسية)
- ويليام بالدوين على موقع تيرنر كلاسيك موفيز (الإنجليزية)
- ويليام بالدوين على موقع أول موفي (الإنجليزية)
- ويليام بالدوين على موقع قاعدة بيانات الأفلام السويدية (السويدية)
- ويليام بالدوين على موقع إن إن دي بي (الإنجليزية)
- ويليام بالدوين على موقع قاعدة بيانات الفيلم (الإنجليزية)
- ويليام بالدوين على موقع كينوبويسك (الروسية)